# 会埠镇
会埠镇，是中华人民共和国江西省宜春市奉新县下辖的一个乡镇级行政单位。

## 行政区划
会埠镇下辖以下地区：
会埠集镇社区、渣村、村头村、水口村、稻田村、车坪村、游落村、张坊村、青树村、左山村、会埠村、西庄村和东源村。